# Filandia
Filandia là một khu tự quản thuộc tỉnh Quindío, Colombia. Thủ phủ của khu tự quản Filandia đóng tại Filandia Khu tự quản Filandia có diện tích 109 ki lô mét vuông. Đến thời điểm ngày 28 tháng 5 năm 2005, khu tự quản Filandia có dân số 11334 người.